# BMW・M3
M3は、ドイツの自動車メーカー・BMWが製造・販売しているセダン型のスポーツカーである。
3シリーズをベースに、BMWのレース部門およびモータースポーツ関連の研究開発を担当する子会社であるBMW Mがチューニングしたモデルである。

## 初代 E30（1985年 - 1990年）

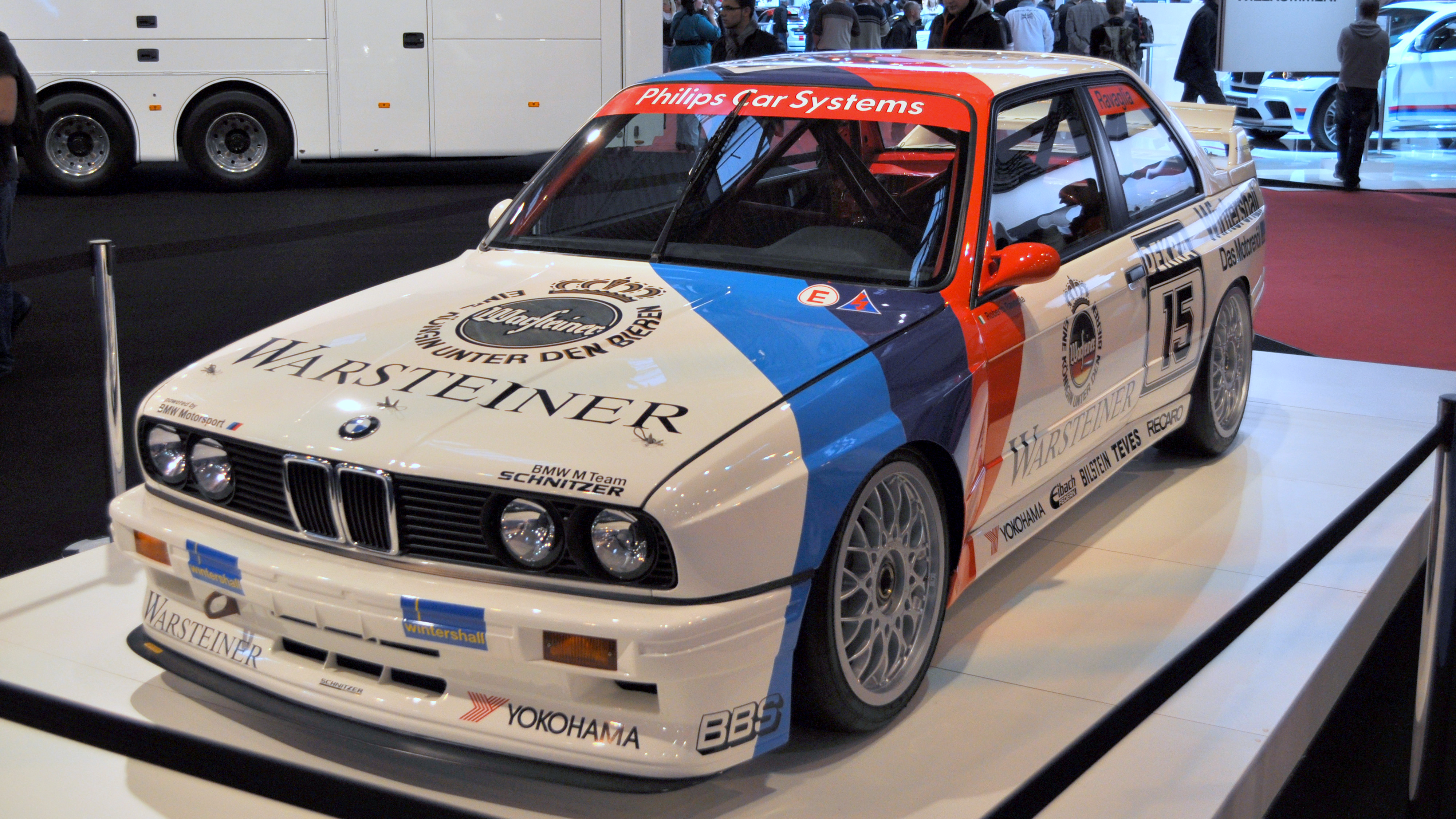
E30型M3 ドイツツーリングカー選手権（DTM） 1989年シリーズチャンピオンマシン

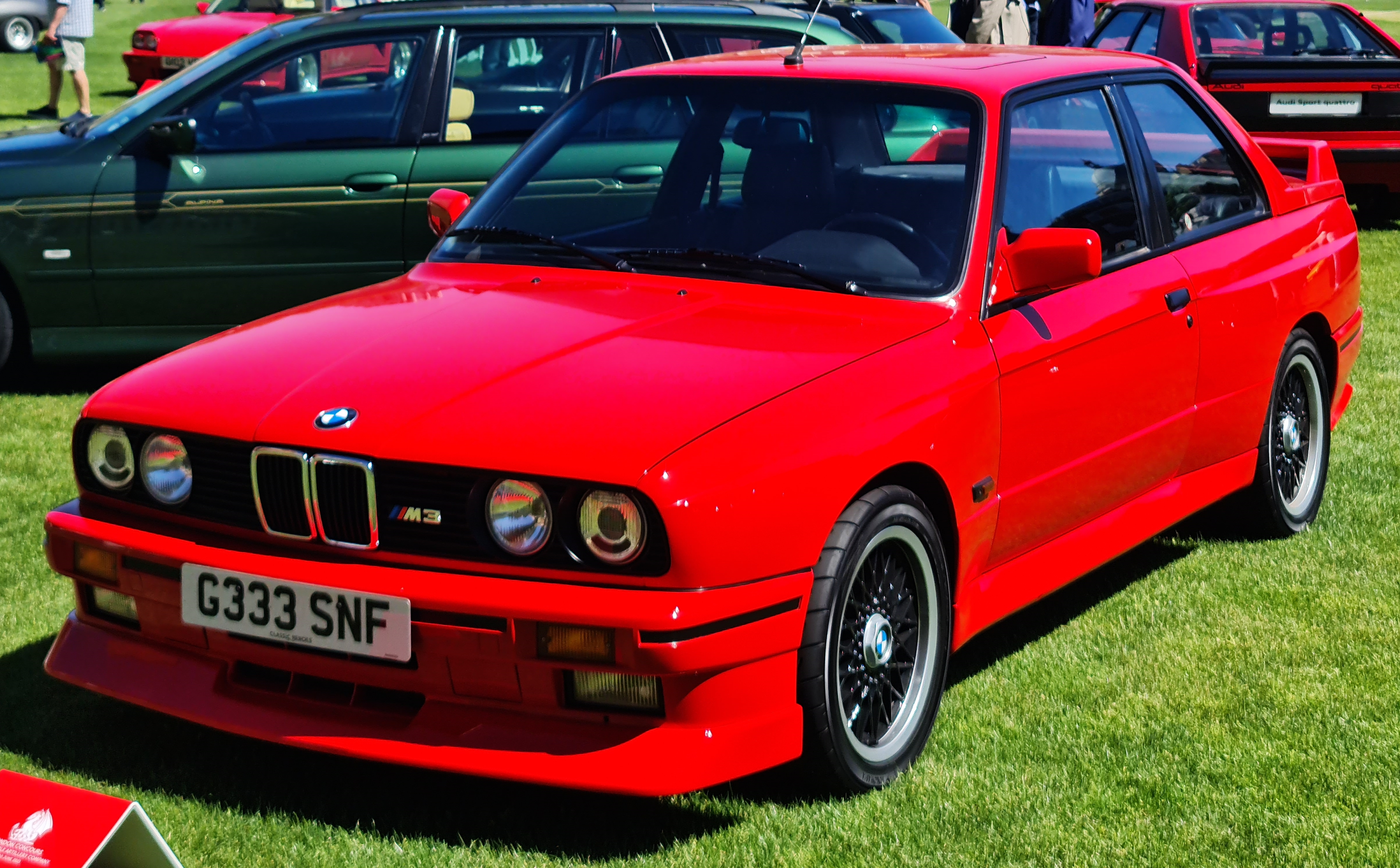
E30型M3

M3は元来、ツーリングカーレースでの使用を目的として開発されたグループA用のホモロゲーション車両であった。1983年に登場したメルセデス・ベンツ・190E 2.3-16に対抗すべく、E30型3シリーズの2ドアセダンをベースに大幅なモディファイを施したもので、M3としては歴代唯一となる直列4気筒エンジンを搭載する。
レースデビューは1987年の世界ツーリングカー選手権（WTC）で、サーキットだけでなくラリーでも活躍し、ヨーロッパや日本などで数々のタイトルと優勝を獲得した。

## 2代目 E36（1993年 - 1998年）

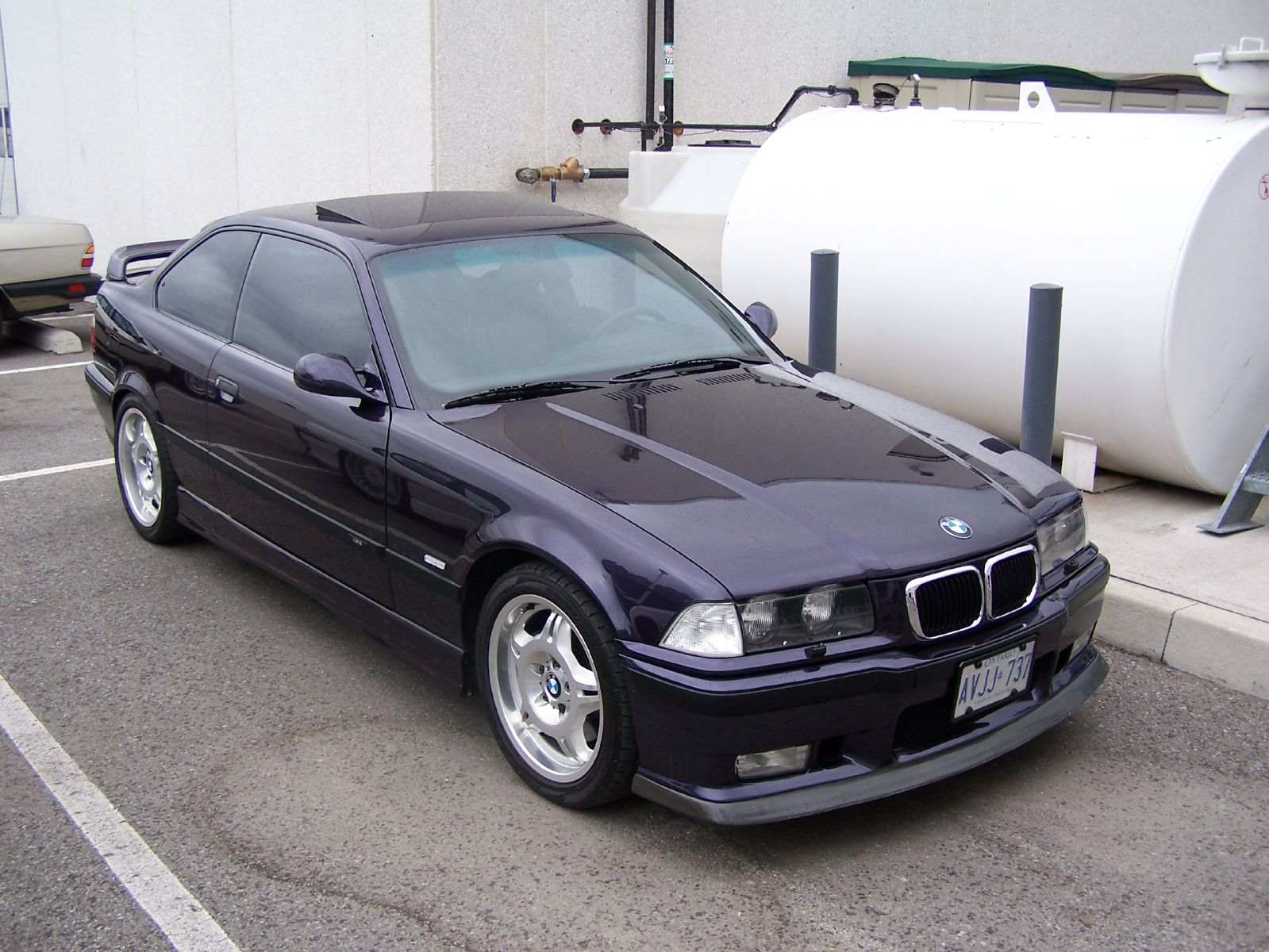
E36型M3

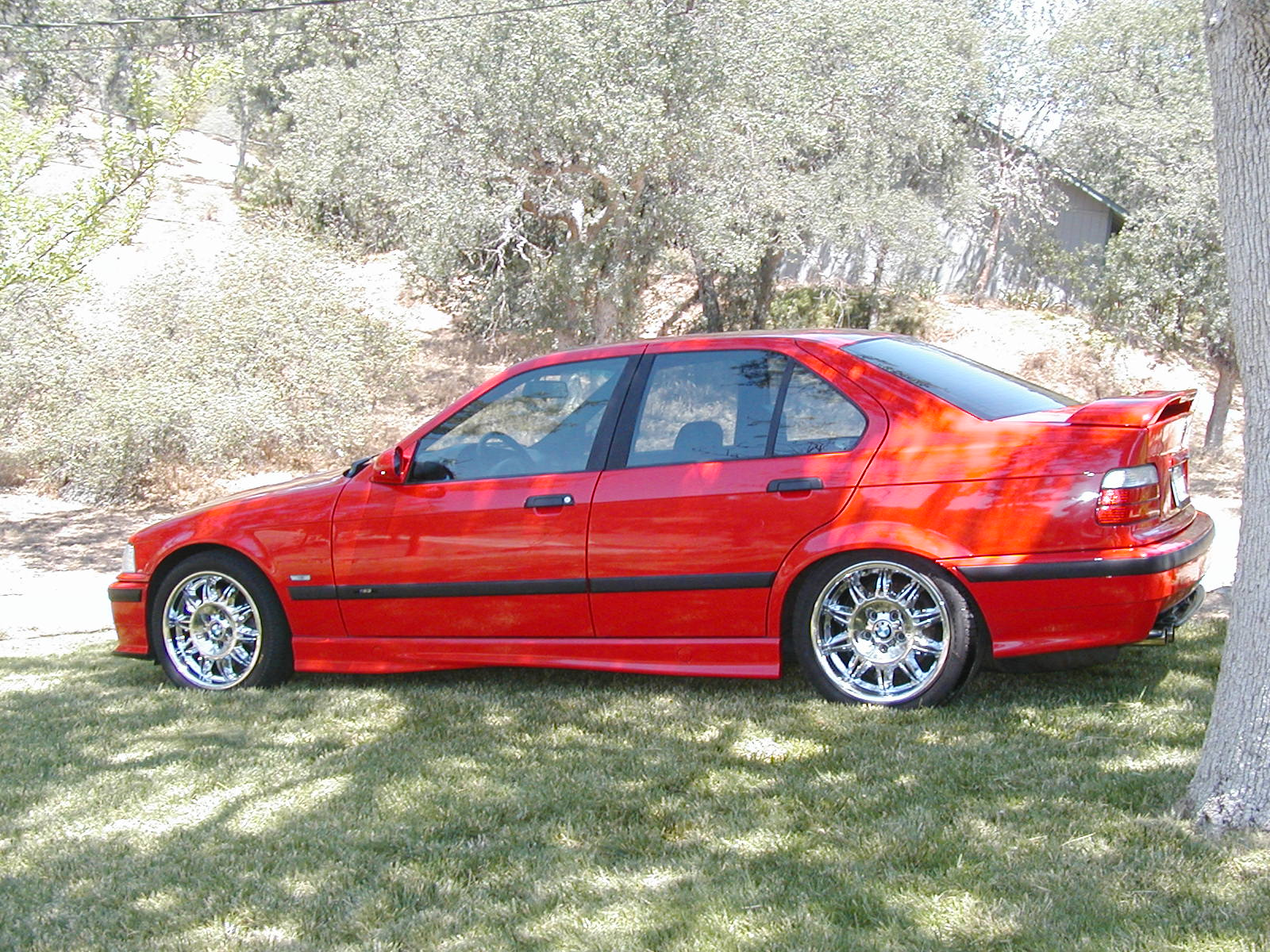
E36型M3 Limousine（4ドアセダン）

初代の生産が終了した1990年以降、M3はラインナップから消えていたが、新たにE36をベースとするM3が1992年に発表された。先代とは異なり、S50B30型 3.0L 直列6気筒エンジンを搭載する。
当初は2ドアクーペのみの設定であったが、1994年より4ドアセダン（Limousine）とカブリオレが追加された。4ドアセダンは、1995年から1998年までベースモデルのフルモデルチェンジに伴い生産休止となっていたM5サルーンの代替モデルとしての役割も与えられていた。
先代では派手なエアロパーツを身に纏い、一目で「M3」とわかるルックスを持っていたのと対照的に、E36型M3の外装は極めておとなしいものであり、一見するとノーマルの3シリーズクーペと見分けがつかないほどである。これを逆手に取り、BMWジャパンで販売された最終型の3シリーズクーペは全車にM3と共通のエアロパーツを装着し販売していた。
1995年、クーペとセダンがマイナーチェンジ。新たに3.2LのS50B32型直列6気筒エンジンを搭載し、リッターあたり100PSを超える321PSを達成。トランスミッションも6速となる。同時に前後のウインカーレンズがホワイト化された。なお、カブリオレは1年遅れて1996年に3.2L化された。
1997年、トランスミッションに6速SMG（セミAT）を追加。BMWがフォーミュラ1で培った技術をフィードバックしたトランスミッションであるが、市販車への搭載はM3が初めてであり、故障が頻発した。
1998年、生産終了。

### 主なモデル
| 日本導入モデル | 日本導入モデル | 日本導入モデル | 日本導入モデル | 日本導入モデル | 日本導入モデル      | 日本導入モデル       | 日本導入モデル | 日本導入モデル                                                                           |
| グレード       | 製造年         | 車両形式       | 排気量         | エンジン       | 最高出力/最大トルク | 変速機               | 駆動方式       | 備考                                                                                     |
| -------------- | -------------- | -------------- | -------------- | -------------- | ------------------- | -------------------- | -------------- | ---------------------------------------------------------------------------------------- |
| M3             | 1993年-1995年  | E-M3B          | 2,990cc        | 直列6気筒DOHC  | 286PS/32.7kgf·m     | 5速MT                | FR             | 日本発表当初の価格は730万円であった。                                                    |
| M3             | 1995年-1998年  | E-M3C          | 3,201cc        | 直列6気筒DOHC  | 321PS/35.7kgf·m     | 6速MTまたは6速セミAT | FR             | 日本での価格は733万円。 1997年に追加されたSMGは通常モデルより40万円高の773万円であった。 |

以下の車両は日本に正規輸入されていない。
- M3 GT（1994年）3.0L 直列6気筒DOHCエンジン（295PS）、5速MT、FR駆動。

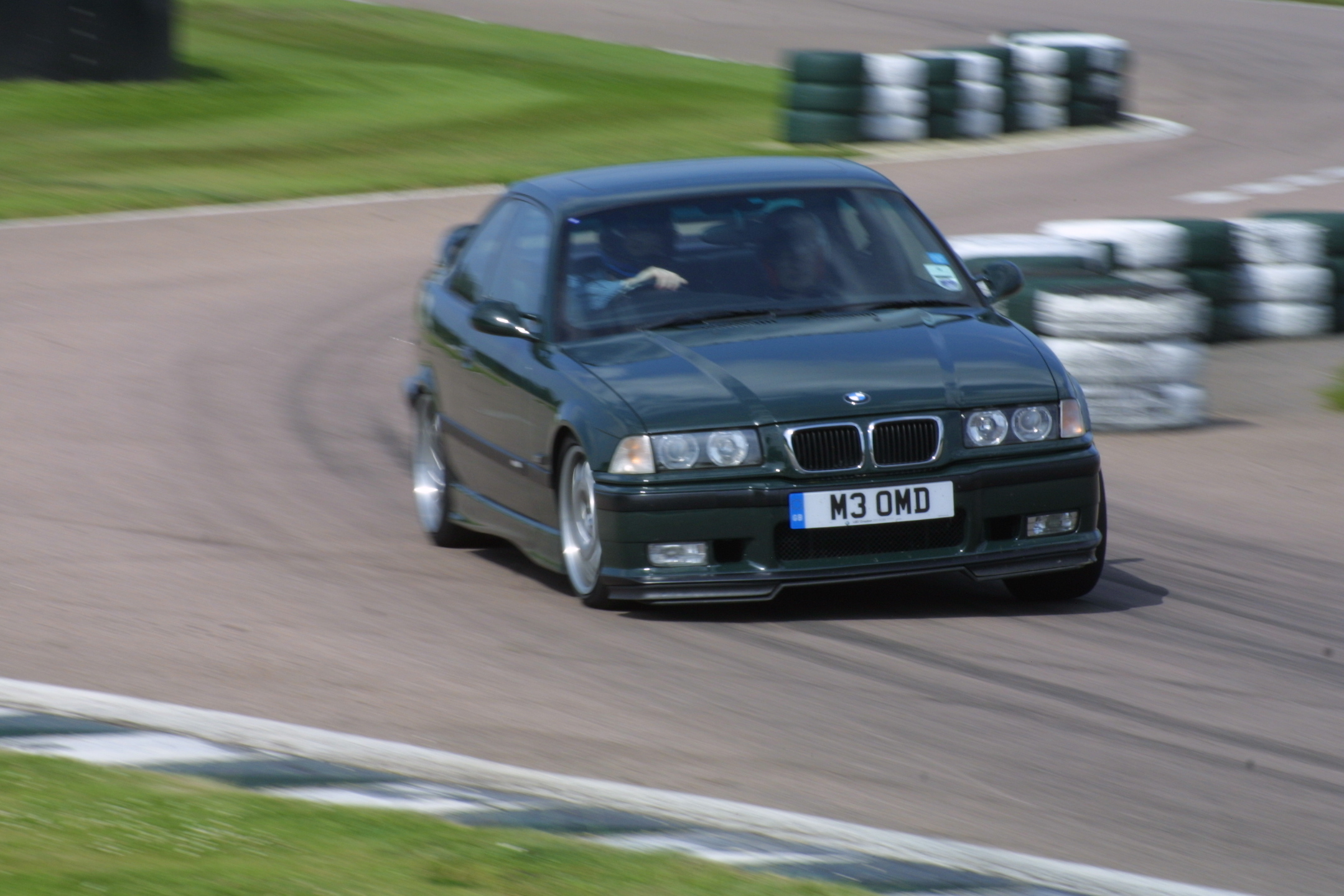
E36型M3 GT

FIA GT2、IMSA GTレースのホモロゲーション取得のために生産された限定車（356台）。ボディカラーはブリティッシュ・レーシング・グリーンに塗装され、専用フロントスポイラーとリアスポイラーが与えられた。
- M3 GT2（イモラ・インディビデュアル）（1998年）

イモラ・レッドボディカラーを与えられた最終限定車。機構的には3.2LのM3後期型を踏襲するが外装は前記GTと同様のエアロパーツが与えられた。
- M3 リムジン

　エンジンはクーペ、カブリオレと準じるが、日本市場では販売されなかった。
- M3 コンパクト（1996年）

ドイツの老舗自動車雑誌「アウト・モトール・ウント・シュポルト」の創刊50周年を記念してワンオフで製作された。コンパクト（E36/5ボディ）に3.2LのM3エンジンを搭載するスポーツ・コンパクト。ボディカラーは赤であった。
- M3 USスペック（1994年-1995年）3.0L 直列6気筒DOHCエンジン（243PS/31.1kgf·m）、5速MTまたは5速AT、FR駆動。

北米では1994年より販売が開始された。現地の嗜好やガソリン事情を配慮して出力が大幅に落とされている。また特筆すべき点として5速オートマティック・トランスミッションが選択できることが挙げられる。クーペ/セダン/カブリオレいずれも用意された。
- M3 USスペック（1995年-1999年）3.2L 直列6気筒DOHCエンジン（243PS/32.6kgf·m）、6速MTまたは5速AT、FR駆動。

北米向けモデルも1995年にマイナーチェンジでエンジン換装を行うが、排気量が欧州向けと若干異なっているのが特徴。クーペ/セダン/カブリオレが設定され、ATも引き続き選べた。

## 3代目 E46（2000年 - 2006年）

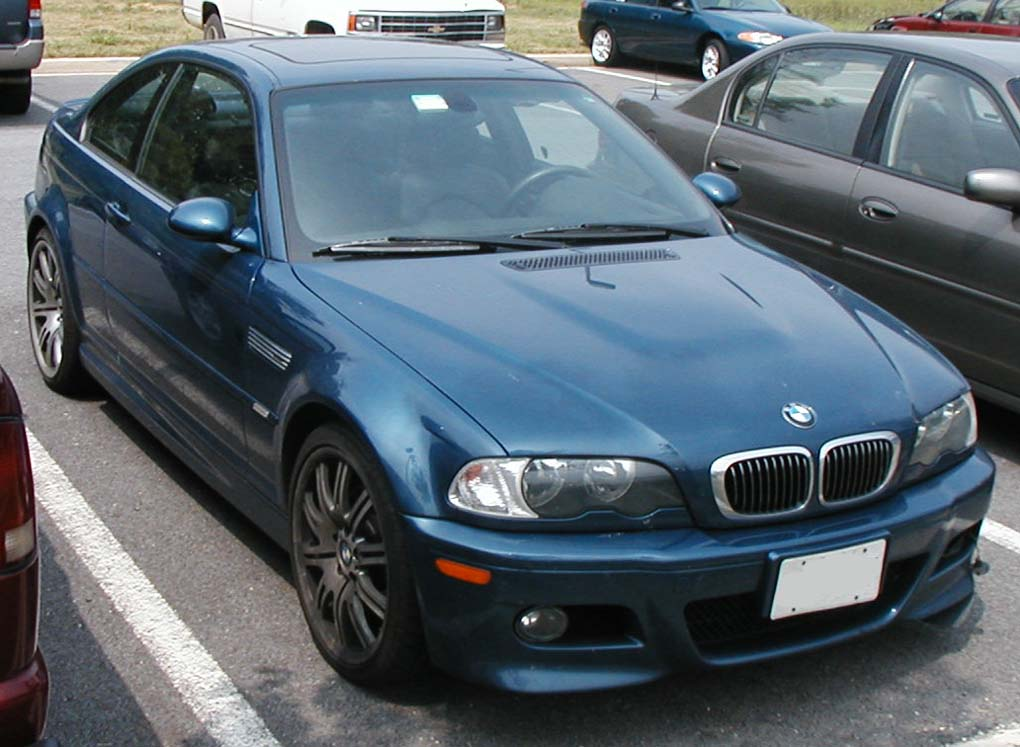
E46型M3

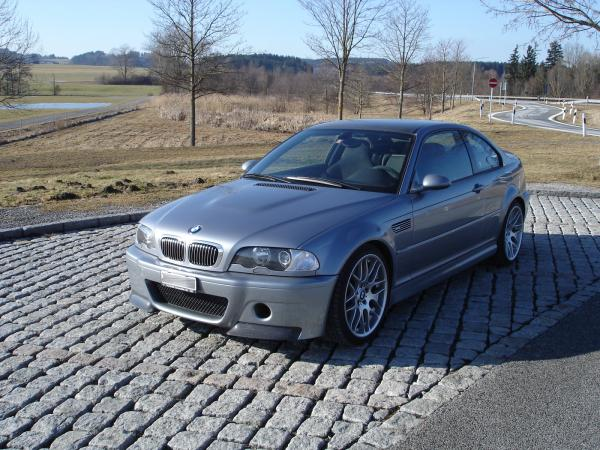
E46型M3 CSL

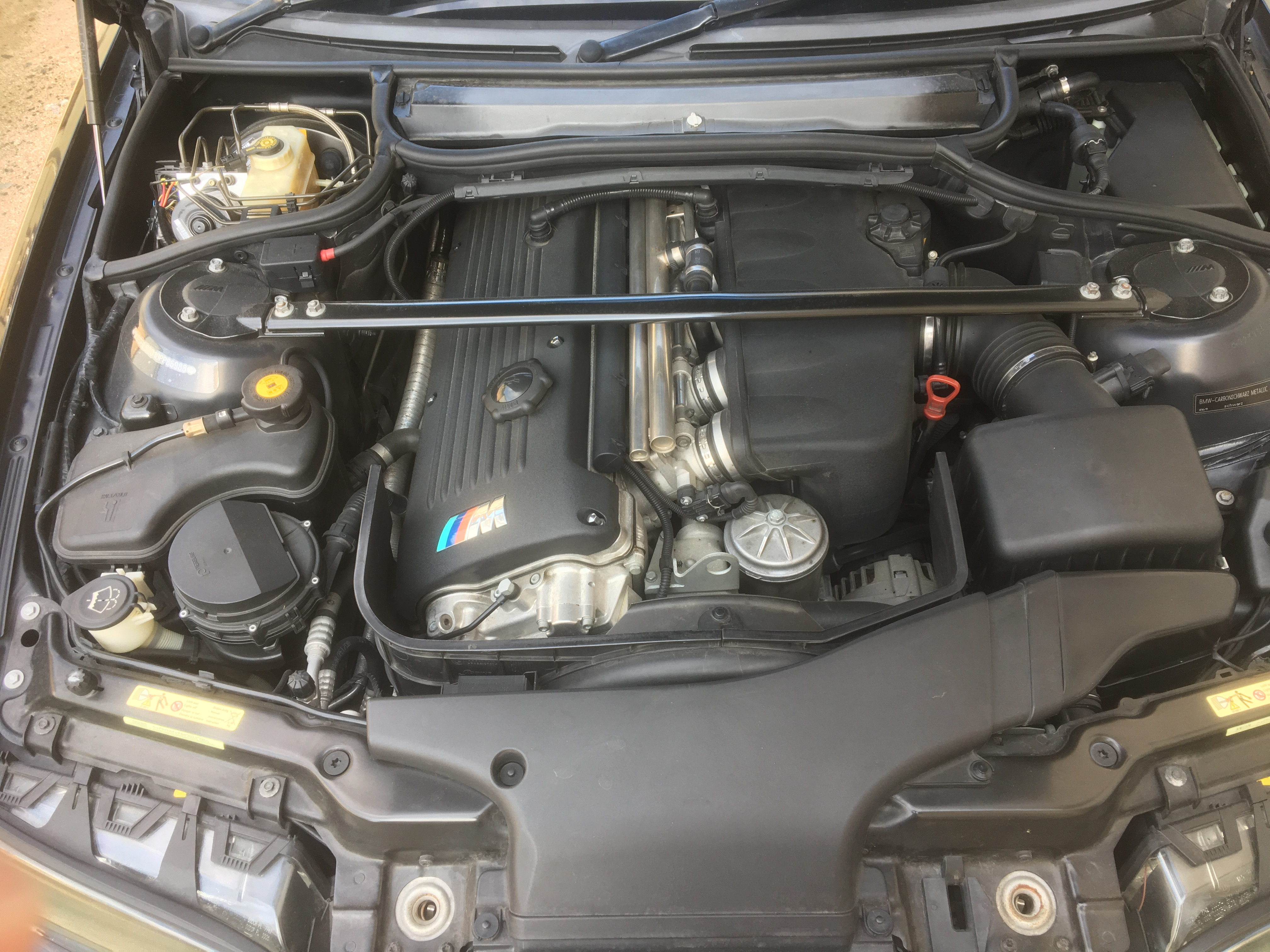
S54B32型エンジン

1999年8月、フランクフルトモーターショーで発表。2000年に欧州で発売された。
搭載されるエンジンは6連スロットルを備えたS54型 3.2L直列6気筒エンジンで、先代から出力、トルクともに向上した。インマニの形状にはF1で培った技術が用いられ、排気系はダブルフロー構造のオールステンレス製である。
トランスミッションはゲトラグ製の6速MTと6速SMGII（セミAT）の2種類が設定された。SMGは先代の失敗を受けてかなりの改良が加えられ、名称も「SMGII」となった。
前後のトレッド幅がベースモデルから大幅に拡大され、シャシーには追加の補強が行われた。フロントサスペンションはシングルジョイントのストラット式ながら、鍛造アルミ製コントロールアームや新規開発の入力分散式アスクスサポートベアリングが投入され、ジオメトリの見直しも行われた。リアサスペンションには、改良されたセントラルアーム式サスペンションが採用され、こちらでもアーム類のアルミ化が図られた。ボンネットはアルミ製でパワーバルジが設けられた。LSDにも効果が変化するバリアブルMディファレンシアルロックが投入された。フロントタイヤ後方の車体側面にはエンジンの熱気を排出するエアアウトレットが設けられた。
2001年1月、日本発売（価格は893万円）。左右ハンドルの選択が可能であった。
2003年から2004年にかけて、外装の一部変更、SMGのコンピューター変更、フォグランプの意匠変更、キーレスが赤外線式から電波式に変更、フロントタワーバーの標準化、ドライカーボン製のフロントレインフォースメントの採用といった改良が順次導入され、これを境として前期型と後期型に大別される。
2006年、生産終了。

### E46 M3 CSL
2001年9月、フランクフルトモーターショーで軽量化モデルのCSL（CSL：Coupe Sport Lightweight）が発表された。装備の簡素化、遮音材とサイドエアバックの撤去、カーボン製ルーフパネルの採用、電動シートの廃止、フォグランプの撤去などにより、約110kgの軽量化がなされた。軽量化のため、ナビゲーションやオーディオ、エアコンは未装着であったが、希望すれば無料でオーディオとエアコンは装備されて出荷された。リアウィンドウもガラスの薄い製品が採用された。その他、ブレーキはフロントのローターをM5に使用されているフローティングタイプの345mmに変更、リアは大径ピストンに変更、専用サスペンション、専用前後スポイラー、専用19インチホイール、中空スタビライザー、バケットシートが与えられた。リアディフューザー、リアスポイラー、インナードアパネル、センターコンソールにもカーボン素材が使用され、トランクルームの底にはハニカム構造の複合材が使用された。ステアリングのギヤレシオはよりクイックに変更され、ステアリングホイール自体もクルーズコントロール機能を廃止するなどして軽量化されている。
エンジンは、標準モデルの343馬力から17馬力増となる360馬力のS54B32HP型エンジンが搭載された。エンジンのECUユニットは記憶容量が2倍となり、処理速度が3割増となった。SMGIIにも専用プログラムが搭載され、シフトスピードが改善されている。姿勢安定制御機能のソフトウェアも変更を受け、姿勢制御の介入が遅くなるようになった。トランスミッションはSMGIIのみの設定。
CSLの総販売台数は1,383台で、そのうち1,000台がドイツ国内で販売され、残りが欧州と日本で販売された。日本での販売価格は1,150万円。ボディーカラーはシルバーグレーメタリックとブラックサファイアメタリックの2種類のみの設定だった。

### 主なモデル
| グレード | 製造年        | 排気量 | エンジン      | 最高出力/最大トルク | 変速機               | 駆動方式 |
| -------- | ------------- | ------ | ------------- | ------------------- | -------------------- | -------- |
| M3       | 2000年-2006年 | 3.2L   | 直列6気筒DOHC | 343PS/37.2kgf·m     | 6速MTまたは6速セミAT | FR       |
| M3 CSL   | 2003年        | 3.2L   | 直列6気筒DOHC | 360PS/37.7kgf·m     | 6速セミAT            | FR       |
| M3 GTR   | 2001年        | 4.0L   | V型8気筒DOHC  | 380PS/39.8kgf·m     | 6速MT                | FR       |

- M3 GTR

「M3 GTR」はBMWがアメリカン・ル・マン・シリーズ（ALMS）に参戦する際、ホモロゲーションを取得するために開発されたモデルである。通常モデルとは異なり、4.0L V8のP60B40エンジンを搭載する。このエンジンはドライサンプ仕様で、レースバージョンの449馬力から387馬力にデチューンされて販売された。ミッションは6速MTのみ。屋根、リアウィング、フロントバンパーとリアバンパーはカーボン複合材製で、車重は1,350kg。欧州で2001年に10台限定で販売され、価格は25万ユーロであった。

## 4代目 E90/E92/E93（2007年 - 2014年）
モデルコードはセダンがE90、クーペがE92、カブリオレがE93。

### クーペ
2007年3月、サロン・アンテルナショナル・ド・ロトで量産型に近い「M3 コンセプト」が発表され、同年4月、ドイツで発売された。
先代よりも一回りボディが大きくなったが、2代目M6クーペと同様のカーボンファイバールーフを採用し、各パーツにアルミニウムを使用するなど軽量化が図られ、車両重量は先代の80kg増の1,630kgに抑えられている。サイズは全長4,620mm×全幅1,805mm×全高1,425mm、ホイールベース2,760mm。
エンジンは排気量を4.0Lまで拡大したV型8気筒エンジン（S65B40型)が搭載され、従来の直列6気筒エンジンは設定されない。圧縮比は12.0、レブリミットは8,400回転、92mmのボアと75.2mmのショートストローク設定で、高回転型の設計がなされている。ダブルVANOS 可変バルブタイミングシステムが採用され、各気筒独立の8連スロットル仕様となっている。基本的な構造は同時期のM5およびM6用のV型10気筒エンジンと共通である。エンジンブロックはアルミ鋳造で、シリンダー壁は結晶化シリコンで強化されている。加速時にはオルタネーターの電磁クラッチが切られるなど、エンジン性能を高めるために様々な工夫がなされている。組み合わせられるトランスミッションは6速MTまたは7速DCTで、0-100km加速は4.8秒。

### セダン
2007年10月、東京モーターショーで発表された。基本的に通常の3シリーズセダンと共通のエクステリアを持つが、クーペと同じV型8気筒エンジンが搭載され、基本的なメカニズムもクーペのそれに準ずるため、フロントノーズはクーペと同様のデザインが採用されている。ただし、クーペに採用されたカーボンファイバールーフの採用は見送られている。車両重量はクーペよりわずかに重い1,640kgで、0-100km加速は4.9秒。
サイズは全長4,585mm×全幅1,815mm×全高1,435mm、ホイールベース2,760mm。
E90型M3セダンは、ドイツツーリングカー選手権（DTM）のレギュレーションにほぼ合致していた（2011年シーズンまで参加車両は4ドアセダンに限定されていた）ことから、発売当初よりBMWはDTMへこのモデルで参戦するのではないかと噂された。しかし、たびたび参戦を噂されながらも参戦に踏み切らないまま、DTMのレギュレーションがGrand-AMやSUPER GTと歩調を合わせる方向で変更され、2012年シーズンよりDTMの参加車両は再び2ドアクーペに統一されることになった。BMWはE92型M3クーペをベースとするレース用車両の「M3 GT4」で、2012年シーズンからDTMに参戦している。

### カブリオレ
2008年1月に発表され、3月のジュネーブショーで初公開された。3シリーズカブリオレにも搭載された電動油圧式リトラクタブル・ハードトップを備えており、クーペとカブリオレを融合したスタイルとなるクーペカブリオレ方式のリトラクタブル式ルーフを採用した。車両重量は1,885kgとクーペやセダンより重くなるが、0-100km加速は5.3秒でクーペ比+0.5秒に留まり、ソフトトップであったE46型M3カブリオレよりも高性能である。
サイズは全長4,620mm×全幅1,805mm×全高1,397mm、ホイールベース2,760mm。
カブリオレの発表と同時に、従来型の6速セミATであるSMG IIに代わり、7速のM・DCT（ダブル・クラッチ・トランスミッション）が発表された。このM・DCTは1、3、5、7の奇数段と2、4、6の偶数段の2つのクラッチを持つ変速機で、シフトチェンジの高速化を狙っている。同様の機構としてはフォルクスワーゲングループが採用しているDSGがある。このM・DCTはドイツ本国ではクーペ、セダン、カブリオレの全車種で選ぶことができるようになった。
M3カブリオレは日本市場へは未導入である。

### M3 GTS
2009年11月に発表された特別仕様車。エンジン排気量が4.0Lから4.4Lに拡大され、最高出力450馬力を発生する。樹脂製リアウインドウを採用するとともに、エアコン、オーディオ、ナビゲーション、リアシートを省略することにより、車重は140kg軽量化されて1,490kgとなった。チタン製エキゾーストシステムやロールバー、消火器が装備され、ブレーキは前6ピストン、後ろ4ピストンの大型のものが採用する。トランスミッションは7速DCTのみ。
2010年5月からドイツでの販売が開始され、同年夏頃には他国への出荷が始まった。ドイツでの価格は11万5,000ユーロ。合計135台が生産された。

### 日本市場での歴史
- 2007年9月15日、M3クーペを発売[7]。
- 2008年3月18日、M3セダンを発売[8]。
- 2008年6月16日、7速M・DCTを追加[9]。
- 2010年4月15日、M3クーペの特別仕様車「Special Edition（スペシャルエディション）」を発売。12台限定[10]。
- 2010年10月7日、M3の誕生25周年記念モデル「M3クーペコンペティション」を発売[11]。
- 2011年11月1日、M3クーペの特別仕様車「Frozen Silver Edition（フローズン・シルバー・エディション）」を発売。30台限定[12]。
- 2013年4月28日、M3クーペの特別仕様車「DTMチャンピオンエディション」を発売。世界限定54台。うち日本市場は右ハンドル5台、左ハンドル5台の10台限定[13]。

## 5代目 F80（2014年 - 2020年）
2013年12月に発表された。3シリーズの2ドアモデルが「4シリーズ」として独立したため、5代目M3は4ドアセダンのみの展開となり、クーペおよびカブリオレは「M4」に移行した。
先代のV型8気筒エンジンから直列6気筒エンジンに回帰し、M3としては初めてターボエンジンが搭載された。直列6気筒ツインターボエンジンの「S55B30A」型は最高出力431馬力、最大トルク56.1kgmを発生し、先代と比較して燃費も大幅に改善された。ターボ化により最大トルクは先代と比較して5割増しとなる一方、燃費は排気量の縮小により25-30％改善し、ユーロ6排ガス規制をクリアしている。軽量化のためにカーボン製のルーフやタワーバー、プロペラシャフトが採用された。
5代目M3の開発で強く意識されたのは『サーキットでの走行性能の向上』であった。開発には2012年DTMチャンピオンのブルーノ・スペングラーら、BMWのワークスドライバーが深く関与している。サーキット走行に耐えるために、メインラジエーターとは別にサイドラジエーターが装備され、ターボチャージャーの軸受けには電動クーラントポンプで冷却液が循環されている。
ホイールは標準が18インチであるが、オプションで19インチホイール（27万8,000円）も設定された。また、110万円でカーボンセラミック製ブレーキシステムを搭載できた。
2017年11月生産分から、車体フロア下面への排気微粒子除去装置の装着のために、カーボン製プロペラシャフトがスチール製に変更となる。

### 日本での販売
- 2014年2月19日、M3セダンがBMW JAPANにより発売開始[17]。
- 2016年4月18日、Competition Packageを設定。[18]
- 2016年9月30日、初代BMW M3の登場から30年を記念した特別限定車 「30 Jahre M3」を導入[19]
- 2017年5月9日、4シリーズのLCIに伴いM3/M4もLCIを実施。ヘッドライトデザイン等を一新。[20] テールランプは3シリーズのLCIが実施された際に後期仕様が装着される形となったため、一時的にヘッドライトが前期・リアテールが後期という仕様が存在する。(2015年7月-2017年3月生産分が該当)
- 2017年12月25日、M3セダン/M4クーペCompetitionの限定モデル「M Heat Edition」を発表[21]
- 2018年2月20日、M3 CSを発表。日本国内は限定30台での販売[22]

| グレード                      | 製造年      | エンジン型式 | エンジン                                              | 排気量  | 最高出力/最大トルク | 変速機               | 駆動方式 | ハンドル位置 |
| ----------------------------- | ----------- | ------------ | ----------------------------------------------------- | ------- | ------------------- | -------------------- | -------- | ------------ |
| M3 セダン（7DCT）             | 2014年2月 - | S55B30A      | 直列6気筒 ツインターボ                                | 2,979cc | 431ps/56.1kgm       | 7速 M DCT Drivelogic | 後輪駆動 | 右           |
| M3 セダン Competition（7DCT） | 2016年4月 - | S55B30A      | 直列6気筒 ツインターボ                                | 2,979cc | 450ps/56.1kgm       | 7速 M DCT Drivelogic | 後輪駆動 | 右           |
| M3 セダン CS（7DCT）          | 2017年      | S55B30A      | 直列6気筒 ツインターボ （ウォーターインジェクション） | 2,979cc | 460ps/61.1kgm       | 7速 M DCT Drivelogic | 後輪駆動 | 右           |

## 6代目 G80（2021年 - ）
2020年9月23日に新型M3が発表され、同時に2021年3月発売予定と報じられた。モデルコードはG80。
前後のタイヤおよびホイールは異径サイズであり、フロント18インチに対してリア19インチ、フロント19インチに対してリア20インチと、フロントに対してリアは1インチ大きいサイズが設定される。
2022年6月23日にはM3史上初となるツーリングモデル（ステーションワゴン）が発表された。グレードはCompetition M xDriveのみで、トランスミッションは8速ステップトロニックのみの設定となる。日本導入は2023年を予定。

### 日本仕様
2021年1月26日、BMW JAPANはG80型M3およびG82型M4の日本正規導入モデルを発表した。駆動方式は当初FR（後輪駆動）のみで、4輪駆動（xDrive）モデルについては2021年9月3日に追加導入を発表し、同年9月末以降順次納車とした。トランスミッションは8速ステップトロニック（トルクコンバータ式オートマチック）のみで、6速MTは日本仕様には導入されない。ハンドル位置は右側のみとなる。
グレード構成としては、サーキット走行などを見据えて一部の運転支援装備を非装着とし、代わりにMカーボン・セラミック・ブレーキ、Mカーボン・バケット・シートなどを装備した「Track Package」が用意される。
2022年5月24日からBMWオンラインストア限定で、BMW Mの50周年を記念した限定モデルとして、M3の6速MT仕様車に特別装備を施した「M3 M 50th Anniversary Limited」が50台限定で抽選販売された。
2022年7月以降、FRモデルおよび「Track Package」モデルが販売終了となり、「M3 Competition M xDrive」のみの単一グレード展開に変更された。また、同時期にマイナーチェンジを実施した3シリーズ同様にカーブド・ディスプレイが採用されるなど、内装を中心としたリファインが行われた。

### スペック（日本仕様）
| グレード                              | 製造年                                     | エンジン型式 | エンジン               | 排気量  | 最高出力/最大トルク | 変速機           | 駆動方式 | ハンドル位置 |
| ------------------------------------- | ------------------------------------------ | ------------ | ---------------------- | ------- | ------------------- | ---------------- | -------- | ------------ |
| M3 Competition                        | 2021年3月-2022年6月                        | S58B30A      | 直列6気筒 ツインターボ | 2,993cc | 510ps/650Nm         | 8速 M Steptronic | 後輪駆動 | 右           |
| M3 Competition Track Package          | 2021年3月-2022年6月                        | S58B30A      | 直列6気筒 ツインターボ | 2,993cc | 510ps/650Nm         | 8速 M Steptronic | 後輪駆動 | 右           |
| M3 Competition M xDrive               | 2021年9月-（Track Packageは2022年6月まで） | S58B30A      | 直列6気筒 ツインターボ | 2,993cc | 510ps/650Nm         | 8速 M Steptronic | 四輪駆動 | 右           |
| M3 Competition M xDrive Track Package | 2021年9月-（Track Packageは2022年6月まで） | S58B30A      | 直列6気筒 ツインターボ | 2,993cc | 510ps/650Nm         | 8速 M Steptronic | 四輪駆動 | 右           |

## レース
- 日本ではスーパー耐久などに出走。E46型が2007年のスーパー耐久第2戦鈴鹿にて優勝するなどの成績を納めている。
- 欧州ではDTMなどでの活躍があるほか、ニュルブルクリンク24時間レースでE46 M3 GTRが、2004年および2005年に連続優勝している。アメリカン・ル・マン・シリーズ（ALMS）でもE46 M3 GTRが2001年のGTクラスタイトルを獲得している。E92型は「M3 GTR ALMS」がアメリカン・ル・マン・シリーズに、欧州では「M3 GT4」がニュルブルクリンク24時間などの耐久レースに参加している[6]。
- 2021年のMotoGPでは、M3コンペティションがセーフティカーに使われている[26]。